# Gustaf Sundberg i Haparanda
Gustaf Sundberg (i riksdagen kallad Sundberg i Haparanda), född 17 februari 1845 i Piteå landsförsamling, död 3 juli 1893 i Haparanda stad i Nedertorneå församling, var en svensk häradshövding och riksdagspolitiker.
Sundberg studerade vid Piteå och Luleå elementarläroverk, blev inskriven vid Uppsala universitet 1863 och tog examen till rättegångsverken 1871. Han blev extra ordinarie notarie i Svea hovrätt 1871, vice häradshövding 1874 och var häradshövding i Torneå domsaga 1879–1893. Som riksdagsman var ledamot av andra kammaren 1887–1890 för Torneå domsagas valkrets.
Gustaf Sundberg var son till kronolänsmannen Gustaf Erik Sundberg och Brita Margareta Holmberg. Han gifte sig 1881 med Blenda Pipon (1852–1912) och paret fick fem barn, däribland Ragnar Sundberg.